# 崔竩
崔 竩（チェ・ウイ、天興2年（1233年） - 宝祐6年3月26日（1258年5月1日））は、高麗の武臣・権臣。崔沆の庶子。武臣政権の第8代執権者であり、崔氏政権では最後の指導者だった。

## 生涯
崔沆が僧侶にいた頃、宋㥠（ソン・ソ）の婢女と情を通じて崔竩を生んだ。父の崔沆は幼くて僧侶となったが、祖父の崔瑀に正室から子がいなくて僧侶から還属した。ところが崔沆も正室に子どもがなく、宋㥠の婢女から生まれた崔竩を後継者とする。景林師・芮起が詩と書道を、権韙・任翊などが政治を、鄭世臣が礼を教えた。
高宗42年（1255年）に殿中内給事になったが、高宗44年（1257年）に父の崔沆が死ぬと教定別監になり、正方政治を買収した。枢密院副使判吏・兵部・御史台事に任命した。延安宅と靖平宮を王府に捧げ、財産のうち2570余石の米を内荘宅に、布帛・油蜜を大府寺に捧げ、また凶年に倉庫を解放し、権務隊正・近仗・左右衛・神虎衛校尉などの以下と坊里の人々に分けてくれた。枢密院副使をまた仕様して右副承宣になる。将軍辺軾・郎将安洪敏・散員鄭漢珪などの江華収獲使にして略奪を自行させ、奴隷に官爵を与える特例を作った父の崔沆の模範に従いて羨望を与えた。現量の穀物をうまく扱わず、軽薄な柳能・崔良伯などと付き合って彼らの参所を聞いて日々の非難が高まった。
高宗45年（1258年）3月、ついに大司成柳璥・郎将金俊（キム・ジュン）・金承俊・李公柱などによって殺され、国政を高宗に回すと約60年もの崔氏政権がこれで終わった。

## 崔竩が登場した作品
- 『武神』（文化放送、2012年-2012年、俳優：ペク・ジョンミン）、（大蔵経1000年特別企画ドラマ）